# Дойра
Дойра́, дайра́ (с персидского — круг) — разновидность бубна, использующегося для исполнения традиционной музыки в странах, испытавших персидско-арабское влияние: в Крыму, Северной Индии, Таджикистане (дойра, деф), Турции, Узбекистане, Каракалпакстане, у уйгуров (дап, дойра), Грузии, Албании, Сербии, Северной Македонии, Болгарии, Румынии, Молдавии (дайря́).
Дойра — один из самых известных рамных барабанов в Персии и Средней Азии. В Азербайджане и Армении инструмент называется Даф (дяф, гава́л, хавал).

## История

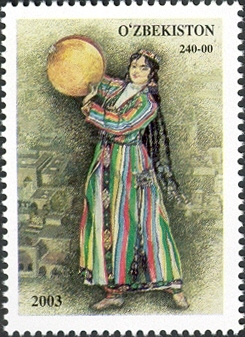
Почтовая марка Узбекистана

История дайре насчитывает много веков. На бронзовой чашке с гравировкой из Лурестана в Национальном музее Ирана в Тегеране изображены двойные наи (выдувные тростниковые трубки), чанги (арфы) и дойры.
На пехлеви (персидский доисламский язык) инструмент назывался даре. Поэт Абу Саид Аболкхейр (967—1048) упоминал в своих произведениях слово дайере в значении «барабан».

## Структура и конструкция
Простой барабан формируется путем прикрепления кожного покрова к деревянному кольцу с помощью клея и тканевых стяжек. К некоторым дойрам прикреплены металлические детали, чтобы придать им качества бубна.
Джинглы, представляющие собой тонкие металлические пластинки или кольца, прикрепляются к крючкам в трёх или четырёх прямоугольных отверстиях в круглой деревянной раме. Барабан сделан из козьей кожи.
Ширина рамы составляет 45 — 50 см, а глубина — 5 — 7 см. Чтобы согнуть каркас, дерево («бука», «орех») можно размягчить в воде перед тем, как согнуть его вокруг горячего металлического цилиндра.
Рамка закрывается склейкой концов. Наконец, кожа прикрепляется к каркасу, фиксируя его другим деревянным каркасом или с помощью гвоздей.
Другой вариант заключается в размещении кольцевых джинглов по краю внутренней части барабана по всему периметру или в нескольких ярусах на полпути по внутреннему краю.

## Выступление
Звук производится при ударе по мембране любой рукой — левая рука, которая также держит дайере, ударяет по краям, а правая — по центру. Пальцы правой руки сцеплены, и внезапно отпускаются (как при щёлканье пальцами), чтобы издать громкие, быстрые и резкие звуки.
Дайере — сольный инструмент. Чаще всего его поддерживают «гайда», «халгия» или «тарабука». Марко Чепенков упоминает дайере как спутника «Гайды» в XVIII—XIX веках. Чаще всего он используется для сохранения ритма в народных песнях и танцах македонцев, а также в традиционных македонских ритуалах, таких как свадебная церемония.